# Montanhas Azuis e John Crow
O Parque Nacional das Montanhas Azuis e John Crow é um parque nacional na Jamaica. O parque cobre 495.2 km2, cerce de 4,5% da área territorial do país. Inclui as cordilheiras das Montanhas Azuis e John Crow.
Muito famoso pela sua biodiversidade, é habitat de algumas espécies famosas como:
- borboleta Papilio homerus
- pássaro Nesopsar nigerrimus
- boa jamaicana Epicrates subflavus
- roedor Geocapromys brownii

## UNESCO
A UNESCO inscreveu as Montanhas Azuis e John Crow como Patrimônio Mundial por "ser um local de biodiversidade nas Ilhas do Caribe com alta proporção de espécies de plantas endêmicas, especialmente líquens e outros tipos de plantas"